# …And Justice for All
…And Justice for All – czwarty album studyjny amerykańskiego zespołu thrashmetalowego Metallica. Nagrany i wydany został w 1988 roku. Sesje nagraniowe do albumu zespół rozpoczął jeszcze w marcu 1987 r., miesiąc po zakończeniu trasy Damage, Inc. Tour, jednak wówczas James Hetfield na deskorolce złamał rękę, co spowodowało wstrzymanie sesji.

## Opis albumu
Po śmierci basisty zespołu, Cliffa Burtona, Metallica postanowiła zarejestrować materiał na kolejny album – …And Justice for All. Początkowo z zespołem współpracował producent Mike Clink, lecz brak porozumienia dość szybko doprowadził do przerwania sesji nagraniowych. Pozostały z nich dwa utwory („Breadfan” i „The Prince”, później zamieszczone na Garage Inc. i ...And Justice For All (Remastered Deluxe Box Set)). Prace nad albumem kontynuowano w kalifornijskim studiu z producentem poprzednich albumów grupy – Flemmingiem Rasmussenem.
W odróżnieniu od poprzednich albumów, na …And Justice For All zespół zrezygnował z krótkich i prostych utworów: tylko dwie kompozycje trwają mniej niż sześć minut, a pozostałą część płyty wypełniają metalowe minisuity, w których, z uwagi na rozbudowaną aranżację, zespół zbliża się do wykonań z pogranicza muzyki progresywnej.
W tekstach utworów Hetfield nie koncentrował się już tylko na komentowaniu zjawisk kulturowych („Blackened”, „Dyers Eve”), ale zdecydował się także na krytykę ułomnych podstaw amerykańskiej demokracji („…And Justice for All”, „Eye of the Beholder”, „The Shortest Straw”).
Zespół zachował reguły kompozycji podobne jak na longplayu Master of Puppets, z jedną kompozycją instrumentalną – poświęcony pamięci zmarłego basisty utwór „To Live Is to Die”, który zawiera recytację wiersza autorstwa Cliffa Burtona.
Do utworu „One” został zrealizowany teledysk zawierający fragmenty filmu Daltona Trumbo pt. Johnny poszedł na wojnę.
…And Justice for All jest pierwszym wydawnictwem studyjnym, w nagrywaniu którego wziął udział Jason Newsted.

## Lista utworów
Opracowano na podstawie materiału źródłowego.
| Nr | Tytuł utworu                | Autorzy                                    | Długość |
| -- | --------------------------- | ------------------------------------------ | ------- |
| 1. | „Blackened”                 | James Hetfield, Lars Ulrich, Jason Newsted | 6:42    |
| 2. | „…And Justice for All”      | Hetfield, Ulrich, Kirk Hammett             | 9:46    |
| 3. | „Eye of the Beholder”       | Hetfield, Ulrich, Hammett                  | 6:25    |
| 4. | „One”                       | Hetfield, Ulrich                           | 7:26    |
| 5. | „The Shortest Straw”        | Hetfield, Ulrich                           | 6:35    |
| 6. | „Harvester of Sorrow”       | Hetfield, Ulrich                           | 5:45    |
| 7. | „The Frayed Ends of Sanity” | Hetfield, Ulrich, Hammett                  | 7:43    |
| 8. | „To Live Is to Die”         | Hetfield, Ulrich, Cliff Burton             | 9:49    |
| 9. | „Dyers Eve”                 | Hetfield, Ulrich, Hammett                  | 5:14    |
|    |                             |                                            | 1:05:25 |

## Twórcy
Opracowano na podstawie materiału źródłowego.
| Zespół Metallica w składzie - James Hetfield – śpiew, gitara rytmiczna, aranżacja; gitara akustyczna, narracja i drugie solo gitarowe w "To Live Is To Die" - Lars Ulrich – perkusja, aranżacja - Kirk Hammett – gitara prowadząca - Jason Newsted – gitara basowa | Inni - Flemming Rasmussen – produkcja, inżynieria dźwięku - Steve Thompson, Michael Barbiero – miksowanie - Bob Ludwig – mastering - Ross Halfin – zdjęcia - Brian "Pushead" Schroeder – oprawa graficzna |

## Listy sprzedaży i certyfikaty
| Lista                     | Kraj              | Pozycja | Certyfikat         |
| ------------------------- | ----------------- | ------- | ------------------ |
| Ö3 Austria Top 40         | Austria           | 12      |                    |
| ARIA Charts               | Australia         | 16      |                    |
| Billboard Canadian Albums | Kanada            | 13      | 3x platynowa płyta |
| Suomen virallinen lista   | Finlandia         | 8       | platynowa płyta    |
| MegaCharts                | Holandia          | 19      |                    |
| Recorded Music NZ         | Nowa Zelandia     | 36      |                    |
| VG-lista                  | Norwegia          | 8       |                    |
|                           | Polska            | –       | platynowa płyta    |
| Sverigetopplistan         | Szwecja           | 5       |                    |
| Schweizer Hitparade       | Szwajcaria        | 7       |                    |
| Billboard 200             | Stany Zjednoczone | 6       | 8x platynowa płyta |
| UK Albums Chart           | Wielka Brytania   | 4       | złota płyta        |